# Joao Maldonado
Joao Maldonado (nació el 9 de agosto de 1987) es un activista nicaragüense y excampeón centroamericano de judo.

## Biografía
Maldonado se graduó como Ingeniero en Computación en la Universidad Nacional de Ingeniería.Trabajo en Alba Petróleos de Nicaragua y fue simpatizante del presidente Daniel Ortega hasta las protestas en Nicaragua de 2018 en las cuales su padre fue arrestado.
Maldonado se exilió a Costa Rica en julio y posteriormente fue uno de los fundadores de la Unidad de Exiliados Nicaragüenses en Costa Rica (UEN); actualmente es uno de los dirigentes de la comunidad de exiliados nicaragüenses en el país.

### Primer atentado
El 12 de septiembre de 2021 fue atacado en la capital, San José, cuando estaba en los preparativos para una marcha programada ese día en contra del gobierno de Nicaragua y dos hombres dispararon desde una motocicleta contra el vehículo en el que viajaba. El activista había recibió «al menos» tres disparos resultó gravemente herido y actualmente se encuentra en estado «delicado» después de someterse a una intervención quirúrgica. El secretario de la UEN, Yefer Bravo atribuyó el ataque a sicarios contratados por Ortega.

### Segundo atentado
El 10 de enero de 2024 Maldonado junto a su pareja, Nadia Robleto fueron interceptados en las cercanías de la Universidad Latina de Costa Rica por 2 hombres a bordo de una moto. Después de recibir siete disparos en el tórax y la cabeza, el nicaragüense siguió conduciendo el vehículo Hyundai Excel hasta el cruce de la calle de La Amargura, donde logró estacionarse, él y Robleto fueron trasladados a un centro hospitalario en condición delicada.